# 世界經濟
世界经济可以通过不同的方式表现，而且能以不同的方式打破。它和地理学与地球生态学密不可分。

## 概要
2004年全球的产量在中国(9.1%)、俄罗斯（6.7%）和印度（6.2%）的带领下上升了4.9%。原华沙公约国又一次遇到了差别巨大的增长率；波罗的海三小国继续着7%左右的经济成长率。发展中国家常因人口增长，而使得影响经济增长。
表面上，民族国家作为根本的经济政治制度，正在平稳地失去对人、物品、资金，和技术在全球流动的控制。在国内，中央政府经常发现其对资源的控制由于地方上的分离主义运动而渐渐失去经济增长的动力，例如许多苏联的加盟国、印度、南斯拉夫、印度尼西亚、伊拉克、加拿大。表面上，中央政府对国际机构正在失去政策制定的权力，特别是欧盟。在西欧，政府为了增加投资和就业刺激，而在福利计划有开辟资源的政治问题。
每年7500万人口的增加，使早已过度拥挤的地球在各种污染、沙漠化、流行病的问题上更加恶化。由于工业国家自己的内部问题和优先权，他们对世界上贫困地区投入的资源还远远不够，至少从经济学观点来看，这更加剧了社会边缘化。
许多西欧国家在1999年1月引入了欧元作为共同货币，当正在为成为联合的经济巨人铺平道路时，由于在参与国家中由于收入水准的不同以及政治和文化的差异，也形成了经济风险。在2001年发生的对美国的九一一恐怖袭击事件，进一步对全球性的经济繁荣带来了风险，例如资源的重新分配远离对反恐计划的投资。2003年3月在伊拉克的战争更为全球经济削弱了稳定。在美军占领伊拉克后，也彰显了建立伊拉克秩序的过高的成本问题。

## 主要经济指标

### 全球经济
国民生产总值：
- 世界生产总值（GWP）$77.069 兆（2014年）

国民生产总值实际增长率: 
- 3.8%（2008年）

人均国民生产总值:
- 购买力平价- $15,073（2014）

各行业国民生产总值：
- 农业：4%
- 工业：32%
- 服务业：64%（2008年）

通货膨胀率（零售价）:
- 发达国家1% 到4%；发展中国家5% 到60%；各国通货膨胀率相差很大，既有日本的价格下滑，又有几个第三世界国家的恶性通货膨胀（2004年）

失业率：
- 在许多非工业化国家失业和不充分就业率达到30%；发达国家则是4-12%。

### 工业
技术飞速发展，特别是在计算机科学、机器人学、电信，以及医学和医疗设备领域；这些大多发生在经济合作与发展组织国家；只有少数的非经合组织国家迅速的成功调整了他们的科技力量；新兴的工业（和农业）技术的加速发展，使已经严酷的环境问题更加复杂化。
工业生产增长率：
- 3%（2003年）

### 能源
电力生产：
- 15.29 兆kWh（2002年）

耗电量: 
- 14.28 兆kWh（2002年）

电力输出：
- 5008亿kWh（2002年）

电力输入：
- 4976亿kWh（2002年）

石油生产：
- 76.01 百万bbl／天（2001年）

石油消耗： 
77.04 百万bbl／天（2001年）
已探明石油储量：
- 1.025 兆bbl（2002年1月1日）

天然气生产：
- 2.637 兆cu.m（2001年）

天然气消耗量：
- 2.599 兆cu.m（2001年）

天然气- 出口：
- 6937亿cu.m（2001年）

天然气- 进口：
- 7187亿cu.m（2001年）

已探明天然气储量：
- 161.2 兆cu.m（2002年1月1日）

### 国际贸易
出口：
- $8.819 兆f.o.b 。（2003年）

出口商品：
- 全球范围内的工业和农业产品及服务

出口伙伴：
- 美国16.4%, 德国7.9%, 英国5.2%, 法国5.1%, 中国5%, 日本4.6%（2003年）

进口：
- $8.754 兆f.o.b 。（2003年）

进口-商品：
- 全球范围内的工业和农业产品及服务

进口- 伙伴：
- 美国9.9%，德国9.4%，中国7.9%，日本6.7%，法国4.7%（2003年）

外债：
- $12.7 兆（2004年）

经济援助：
- 政府开发援助（ODA）$1540亿

## 通信
固定电话：
- 843,923,500（2003年）

因特网服务提供商（ISP）:
- 10,350（2000年）

互联网用户：
- 604,111,719（2002年）

## 交通运输
铁路：
- 共计：1,370,782 公里

（2006年）
口岸和港口：

## 军费
军事开支: 
- 1999年全球在武器上的实际开支依然接近于1998年的水平，一兆美元（1999年）

军费所占GDP：
- 大约2% 的世界生产总值（1999年）

## 世界二十大經濟體
這是一份按照國內生產總值（國際匯率）排列的二十大經濟體列表，這裏的GDP元是按照市場價值或政府官方匯率所估算，單位是百萬時值美元，根據國際貨幣基金組織
、聯合國
、及世界銀行集團。
| 排名 | 1970   | 1975   | 1980         | 1985         | 1990   | 1995     | 2000     | 2005   | 2010         | 2015         | 2019         |
| ---- | ------ | ------ | ------------ | ------------ | ------ | -------- | -------- | ------ | ------------ | ------------ | ------------ |
| 1    | 美国   | 美国   | 美国         | 美国         | 美国   | 美国     | 美国     | 美国   | 美国         | 美国         | 美国         |
| 2    | 苏联   | 苏联   | 苏联         | 苏联         | 日本   | 日本     | 日本     | 日本   | 中国         | 中国         | 中国         |
| 3    | 日本   | 日本   | 日本         | 日本         | 苏联   | 德国     | 德国     | 德国   | 日本         | 日本         | 日本         |
| 4    | 西德   | 西德   | 西德         | 西德         | 西德   | 法國     | 英国     | 英国   | 德国         | 德国         | 德国         |
| 5    | 法國   | 法國   | 法國         | 法國         | 法國   | 英国     | 法國     | 中国   | 法國         | 英国         | 英国         |
| 6    | 英国   | 英国   | 英国         | 英国         | 義大利 | 義大利   | 中国     | 法國   | 英国         | 法國         | 法國         |
| 7    | 義大利 | 義大利 | 義大利       | 義大利       | 英国   | 巴西     | 義大利   | 義大利 | 巴西         | 巴西         | 印度         |
| 8    | 中国   | 加拿大 | 中国         | 加拿大       | 加拿大 | 中国     | 加拿大   | 加拿大 | 義大利       | 印度         | 巴西         |
| 9    | 加拿大 | 中国   | 加拿大       | 中国         | 西班牙 | 加拿大   | 墨西哥   | 西班牙 | 印度         | 義大利       | 俄羅斯       |
| 10   | 印度   | 巴西   | 阿根廷       | 印度         | 巴西   | 西班牙   | 巴西     |        | 加拿大       | 俄羅斯       | 義大利       |
| 11   | 墨西哥 | 墨西哥 | 墨西哥       | 巴西         | 中国   |          | 西班牙   | 巴西   | 俄羅斯       | 加拿大       | 加拿大       |
| 12   |        | 西班牙 | 西班牙       | 墨西哥       | 印度   | 荷蘭     |          | 墨西哥 | 西班牙       |              |              |
| 13   | 巴西   |        | 荷蘭         | 西班牙       |        |          | 印度     | 印度   |              |              |              |
| 14   | 西班牙 | 印度   | 印度         |              | 荷蘭   | 印度     | 荷蘭     | 俄羅斯 |              | 西班牙       | 墨西哥       |
| 15   | 瑞典   | 荷蘭   | 沙烏地阿拉伯 | 荷蘭         | 墨西哥 | 墨西哥   |          |        | 墨西哥       | 墨西哥       | 西班牙       |
| 16   | 荷蘭   | 瑞典   |              | 瑞典         |        | 瑞士     | 阿根廷   | 荷蘭   | 荷蘭         | 印度尼西亞   | 印度尼西亞   |
| 17   | 阿根廷 | 比利时 | 巴西         | 阿根廷       | 瑞士   | 俄羅斯   | 中華民國 | 土耳其 | 土耳其       | 荷蘭         | 土耳其       |
| 18   | 波蘭   | 土耳其 | 瑞典         |              | 瑞典   | 阿根廷   | 土耳其   | 瑞士   | 印度尼西亞   | 土耳其       | 荷蘭         |
| 19   | 比利时 | 瑞士   | 比利时       | 沙烏地阿拉伯 | 土耳其 | 比利时   | 俄羅斯   | 比利时 | 瑞士         | 沙烏地阿拉伯 | 沙烏地阿拉伯 |
| 20   | 土耳其 | 阿根廷 | 瑞士         | 瑞士         | 比利时 | 中華民國 | 瑞士     | 瑞典   | 沙烏地阿拉伯 | 瑞士         | 奈及利亞     |

這是一份按照國內生產總值（購買力平價）排列的二十大經濟體列表，這裏的GDP元是按照市場價值或政府官方匯率所估算，單位是百萬時值美元，根據國際貨幣基金組織及世界銀行集團。
| 排名 | 1980         | 1985         | 1990         | 1995         | 2000         | 2005         | 2010         | 2015         | 2019         |
| ---- | ------------ | ------------ | ------------ | ------------ | ------------ | ------------ | ------------ | ------------ | ------------ |
| 1    | 美国         | 美国         | 美国         | 美国         | 美国         | 美国         | 美国         | 中国         | 中国         |
| 2    | 苏联         | 苏联         | 苏联         | 日本         | 中国         | 中国         | 中国         | 美国         | 美国         |
| 3    | 日本         | 日本         | 日本         | 中国         | 日本         | 日本         | 印度         | 印度         | 印度         |
| 4    | 西德         | 西德         | 西德         | 德国         | 德国         | 印度         | 日本         | 日本         | 日本         |
| 5    | 法國         | 法國         | 法國         | 印度         | 印度         | 德国         | 德国         | 德国         | 德国         |
| 6    | 義大利       | 義大利       | 中国         | 法國         | 法國         | 俄羅斯       | 俄羅斯       | 俄羅斯       | 俄羅斯       |
| 7    | 巴西         | 巴西         | 義大利       | 義大利       | 義大利       | 法國         | 巴西         | 巴西         | 巴西         |
| 8    | 英国         | 印度         | 印度         | 俄羅斯       | 俄羅斯       | 巴西         | 法國         | 印度尼西亞   | 印度尼西亞   |
| 9    | 墨西哥       | 中国         | 巴西         | 巴西         | 巴西         | 英国         | 英国         | 法國         | 法國         |
| 10   | 印度         | 英国         | 英国         | 英国         | 英国         | 義大利       | 義大利       | 英国         | 英国         |
| 11   | 中国         | 墨西哥       | 墨西哥       | 墨西哥       | 墨西哥       | 墨西哥       | 印度尼西亞   | 墨西哥       | 墨西哥       |
| 12   | 西班牙       | 加拿大       | 西班牙       | 印度尼西亞   | 西班牙       | 印度尼西亞   | 墨西哥       | 義大利       | 義大利       |
| 13   | 加拿大       | 西班牙       | 加拿大       | 西班牙       | 印度尼西亞   | 西班牙       |              |              |              |
| 14   | 沙烏地阿拉伯 | 印度尼西亞   | 印度尼西亞   | 加拿大       | 加拿大       | 加拿大       | 西班牙       | 沙烏地阿拉伯 | 沙烏地阿拉伯 |
| 15   | 印度尼西亞   | 伊朗         | 沙烏地阿拉伯 |              |              |              | 加拿大       | 加拿大       | 土耳其       |
| 16   | 阿根廷       | 沙烏地阿拉伯 | 土耳其       | 沙烏地阿拉伯 | 土耳其       | 土耳其       | 伊朗         | 西班牙       | 加拿大       |
| 17   | 荷蘭         | 土耳其       | 伊朗         | 土耳其       | 伊朗         | 伊朗         | 沙烏地阿拉伯 | 土耳其       | 西班牙       |
| 18   | 波蘭         |              |              | 伊朗         | 沙烏地阿拉伯 | 沙烏地阿拉伯 | 土耳其       | 伊朗         | 奈及利亞     |
| 19   | 伊朗         | 荷蘭         |              |              |              |              |              | 奈及利亞     | 伊朗         |
| 20   |              | 阿根廷       | 荷蘭         | 泰國         | 荷蘭         | 泰國         | 中華民國     |              |              |

## 参看
1. ↑  IMF Historical Data （页面存档备份，存于） (October 2014)
2. ↑  http://unstats.un.org/unsd/snaama/dnllist.asp （页面存档备份，存于） UN national Acocounts Database
3. ↑  http://data.worldbank.org/indicator/NY.GDP.MKTP.CD?page=5 （页面存档备份，存于） world bank WDI Data
4. ↑  http://www.imf.org/external/pubs/ft/weo/2014/02/weodata/download.aspx （页面存档备份，存于） IMF historical GDP (PPP) Data (April 2011)
5. ↑  .   [2012-02-02]. （原始内容存档于2019-05-03）.
6. ↑   (PDF).   [2012-02-02]. （原始内容存档 (PDF)于2014-02-09）.